# Dipoena grammata
Dipoena grammata är en spindelart som beskrevs av Simon 1903. Dipoena grammata ingår i släktet Dipoena och familjen klotspindlar.
Artens utbredningsområde är Gabon. Inga underarter finns listade i Catalogue of Life.